# Horbatschewo-Mychajliwka
Horbatschewo-Mychajliwka (ukrainisch Горбачево-Михайлівка; russisch Горбачёво-Михайловка/Gorbatschjowo-Michailowka) ist eine Siedlung städtischen Typs im Osten der Ukraine in der Oblast Donezk mit etwa 900 Einwohnern.

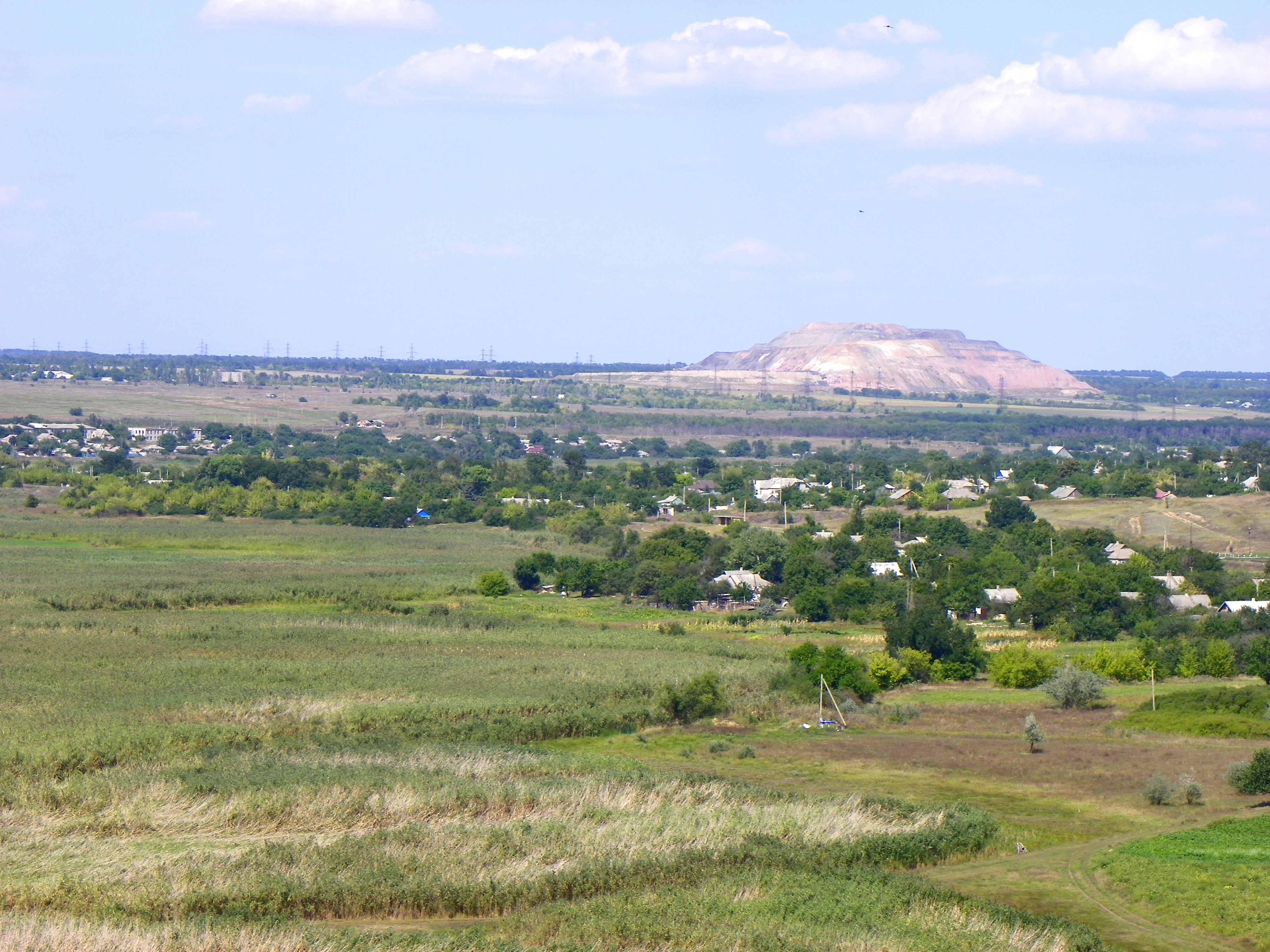
Blick auf den Ort

Die Siedlung städtischen Typs befindet sich im Südosten des Stadtgebiets von Donezk und gehört zur Stadtgemeinde von Mospyne (und damit zum Stadt rajon Proletariat), etwa 16 Kilometer vom Stadt- und Oblastzentrum Donezk entfernt am Zusammenfluss der Hruska (Грузька) mit dem Kalmius gelegen.
Er erhielt 1959 den Status einer Siedlung städtischen Typs, im Sommer 2014 gab es Kämpfe im Ort im Verlauf des Ukrainekrieges, dieser ist seither in der Hand der Separatisten der international nicht anerkannten Volksrepublik Donezk.